# Wolfgang Gayer
Pour les articles homonymes, voir Gayer.
Wolfgang Gayer (né le 9 janvier 1943 à l'époque dans le Troisième Reich et aujourd'hui en Allemagne) est un joueur de football allemand, qui évoluait au poste de milieu de terrain.

## Biographie
Wolfgang Gayer joue en Autriche, en Allemagne, et en Afrique du Sud.
Il dispute 132 matchs au sein de la Bundesliga allemande, inscrivant 42 buts. Il marque 14 buts dans le championnat allemand lors de la saison 1970-1971, ce qui constitue sa meilleure performance.
Il joue également 25 matchs en Coupe des villes de foires et Coupe de l'UEFA, inscrivant sept buts. Il est quart de finaliste de la Coupe des villes de foires en 1970 avec le Hertha Berlin.

## Palmarès
| Wiener Sport-Club - Championnat d'Autriche : - Vice-champion : 1968-69. - Meilleur buteur : 1964-65 (18 buts). - Championnat d'Autriche : - Finaliste : 1968-69. |  | Durban City - Championnat d'Afrique du Sud (1) : - Champion : 1972. |  | LASK Linz - Championnat d'Autriche D2 (1) : - Champion : 1978-79. |